# 태비스톡 광장

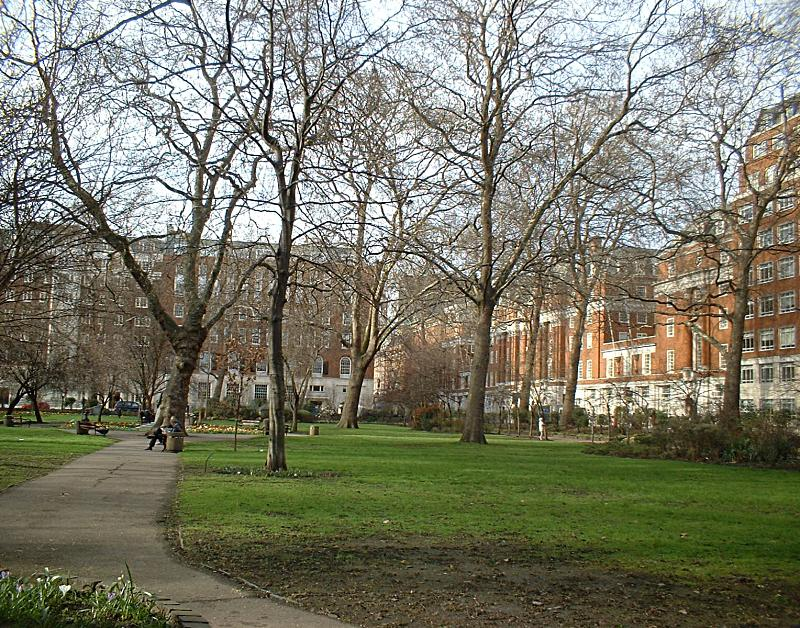
태비스톡 광장

태비스톡 광장(영어: Tavistock Square)은 잉글랜드 런던 블룸즈버리에 있는 공원이자 광장이다. 1980년대에 건축가 토머스 큐빗에 의해 만들어졌다. 1968년에 설치된 마하트마 간디 등 유명 인사의 동상이있다. 1995년에 양심적 전쟁 징병 거부자의 기념비도 설치되었다. 또한 여기에 있는 벚꽃 나무는 히로시마의 희생자를 위해 1967년에 심었다. 주변에는 영국 의사 협회 (BMA), 영국 대학 협회 (UUK)과 런던 대학의 시설 등의 학술 시설, 그리고 호텔이 늘어서있다. 근처에는 런던 유대인 박물관이있다.

## 같이 보기
- 러셀 스퀘어